# Simulium patzicianense
Simulium patzicianense är en tvåvingeart som beskrevs av Takaoka och Takahasi 1982. Simulium patzicianense ingår i släktet Simulium och familjen knott.
Artens utbredningsområde är Guatemala. Inga underarter finns listade i Catalogue of Life.